# Rathaus Pieschen

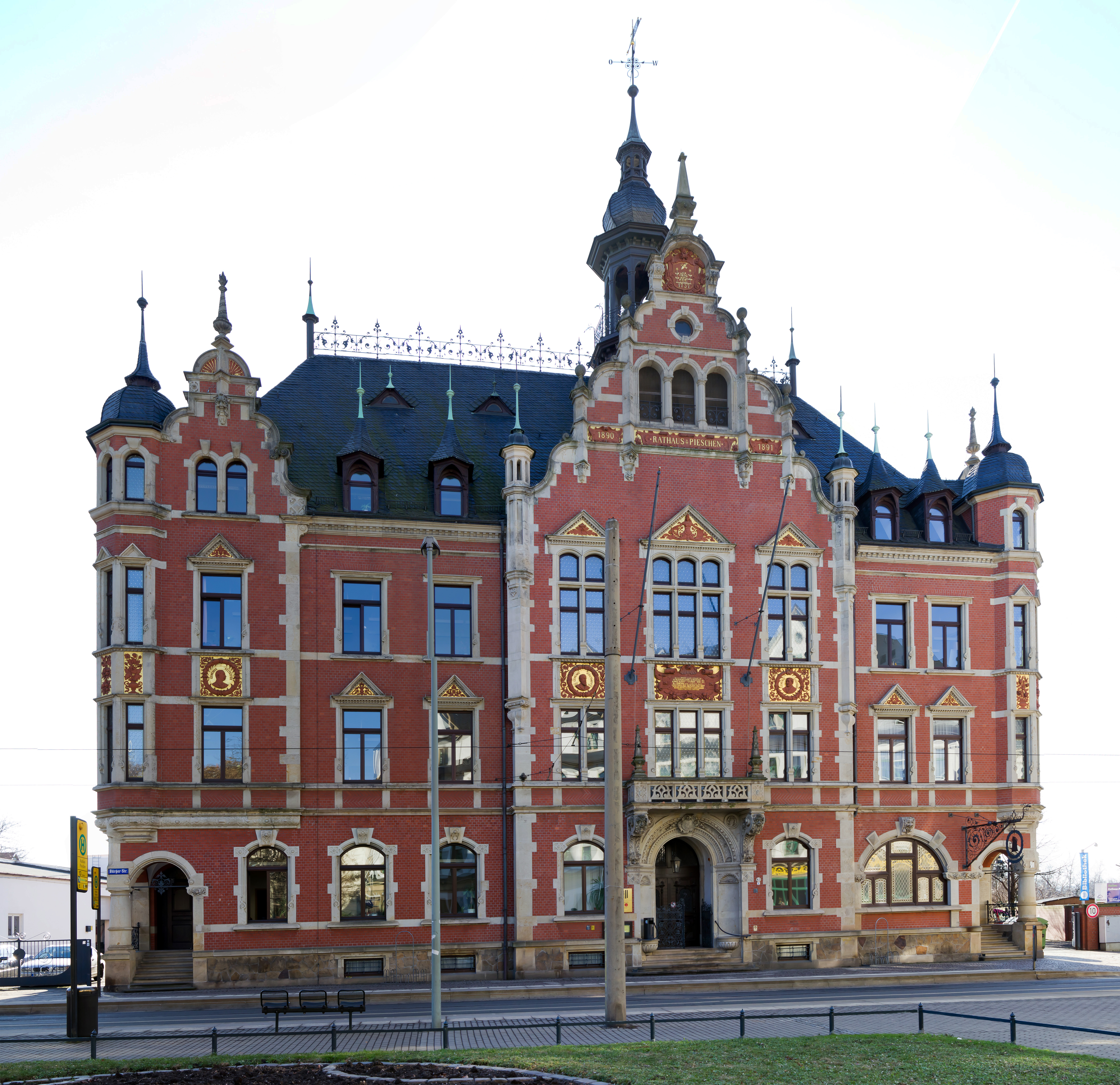
Rathaus Pieschen

Das Rathaus Pieschen befindet sich an der Bürgerstraße 63 im Dresdner Stadtteil Pieschen. Es wurde 1890/91 im damals noch selbständigen Pieschen erbaut und steht heute unter Denkmalschutz.

## Geschichte

### Planung und Bau
Pieschen war in der ersten Hälfte des 19. Jahrhunderts ein Fischer- und Obstbauerndorf, das auch als Ausflugsziel für die Bewohner Dresdens beliebt war. Ab der Mitte des Jahrhunderts begann aber eine dynamische Entwicklung zum Industriestandort. Mit der Entstehung der Ferneisenbahnlinie Dresden–Leipzig 1839 und dem Bau des zwischen der Dresdner Neustadt und Pieschen gelegenen Leipziger Bahnhofs, und insbesondere der Anlage des Pieschener Hafens bis 1859, wurde Pieschen zu einem lebendigen Arbeiterwohnort. Hatte Pieschen 1834 noch 347 Einwohner, so waren es 1890 bereits 12.400.
Die Gemeindeverwaltung Pieschens befand sich seit 1879 im ehemaligen Schulhaus in der Schulstraße 25 (heute Bürgerstraße 76) – da es angesichts des Bevölkerungswachstums zu klein geworden war, hatte man in der Osterbergstraße 22 eine neue Schule gebaut. In der alten Schule wurde ein Sitzungssaal eingerichtet und auch das Standesamt war neben einigen Schreibern und Beamten hier untergebracht. Dieses Gebäude erwies sich schnell als zu klein und nicht repräsentativ genug, so dass der Pieschener Gemeinderat am 10. Juli 1889 beschloss, auf einem schon 1888 angekauften Grundstück in der damaligen Schulstraße ein Rathaus zu errichten.
1890 wurde ein beschränkter Architektenwettbewerb ausgeschrieben. In der Elbthal-Morgen-Zeitung vom 16. Oktober 1890 finden sich folgende Anforderungen an die zu errichtenden Räumlichkeiten:

„Das Rathaus soll im Parterre die Reichspost, die Polizei und die Rathskellerwirthschaft, die erste Etage die Raths-Expeditionen und das Standesamt, die zweite Etage den Sitzungssaal und Wohnungen, letztere auch das Dach aufnehmen. In den Hof sollen in einem noch zu erbauenden Hintergebäude das Feuerwehrdepot und die Sprengwagen, die Arrestzellen sowie eine Wohnung eingerichtet werden.“

Zwei Wettbewerbsbeiträge sind bekannt, möglicherweise wurden auch keine weiteren Architekten zur Einreichung eines Beitrags aufgefordert. Den zweiten Preis erhielt der Pieschener Baumeister und spätere Gemeinderat Gänzel, der erste Preis und der Auftrag ging an die noch jungen Architekten Schilling & Graebner, die erst im Jahr zuvor ihr Dresdner Büro gegründet hatten. Der Pieschener Auftrag war neben dem Bau der Lutherkirche in Radebeul ihr erster großer Auftrag. Die Grundsteinlegung erfolgte noch 1890, die Fertigstellung war für den 1. Oktober 1891 geplant. Der Bau wurde ausschließlich über Kredite finanziert.
Mit einigen Wochen Verspätung und einer erheblichen Überschreitung der geplanten Baukosten konnte das Pieschener Rathaus im November 1891 eingeweiht werden. Noch kurz zuvor hatte der Gemeinderat beschlossen, auch das Hintergebäude errichten zu lassen.
Die Einweihungsfeierlichkeiten begannen mit einem symbolischen Auszug aus dem bisherigen Gemeindeamt und der Schlüsselübergabe durch die Architekten. Rudolf Schilling hielt eine Dankesrede für das entgegengebrachte Vertrauen. Auch der Dresdner Bürgermeister Alfred Stübel überbrachte Glückwünsche, bevor im Ratskeller bei Aal Blau und Hasenbraten gefeiert wurde.

### Nutzung und weitere Geschichte

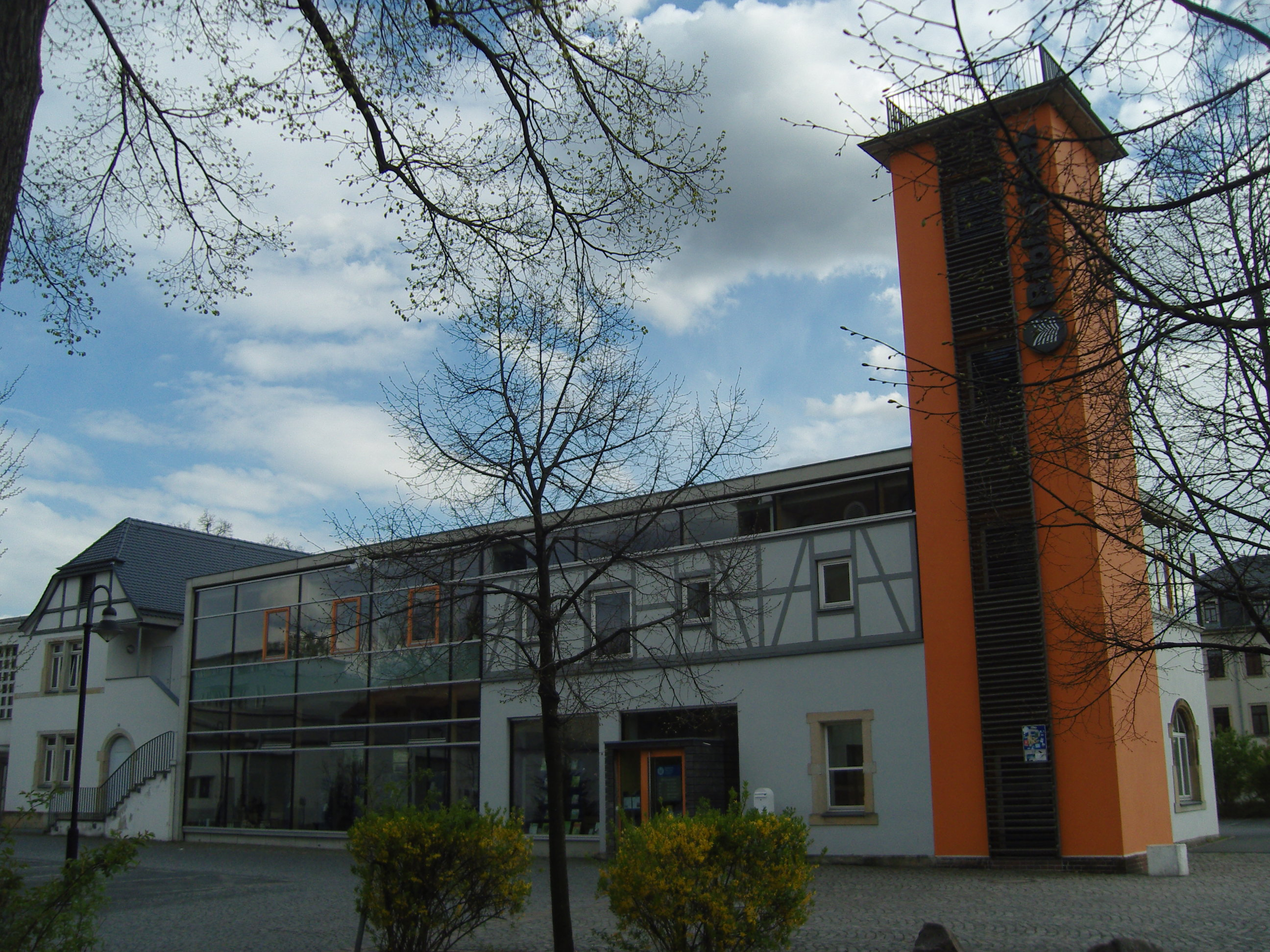
Ehemaliges Gebäude der Feuerwehr; heute Stadtbibliothek

Der Ratskeller des Rathauses befand sich im Erdgeschoss des Gebäudes und nahm mit allen Nebenräumen den gesamten Westflügel ein – neben der Schankstube gab es ein Vereinszimmer, eine „Raths-Laube“ und diverse Lagerräume samt Speisekammer sowie eine Kegelbahn im Hintergebäude. Im Sommer konnte auf der sogenannten „Marquise“, einer mit Zeltplanen überspannten Holzkonstruktion an der Westseite des Gebäudes, auch draußen bewirtet werden. Allerdings starb der erste Wirt bereits im Februar 1892, seine Witwe sah sich zur Weiterführung des Betriebes nicht in der Lage. Die Bewirtschaftung des Lokals wurde neu ausgeschrieben, die Wirte wechselten in den Folgejahren mehrfach. Doch bereits 1898 kam das Aus für den Ratskeller und die Berufsfeuerwehr zog ins Rathaus und das Hintergebäude ein. Dazu wurden die Räumlichkeiten im Erdgeschoss zum Mannschaftsraum, einem Wachleiterzimmer und zur Telegrafenstube umgewandelt. Hochmoderne Kommunikationstechnik wurde installiert und marmorne Schalt- und Instrumententafeln eingebaut. Die „Marquise“ wurde zur Feuerwehr-Tischlerei gemacht und 1935 auch die Kegelbahn entfernt, damit größere Feuerwehrfahrzeuge untergebracht werden konnten.
1926 wurde der Südflügel um Räume für das Fürsorge- und Steueramt erweitert. Bis zum Ende der DDR diente das Rathaus als Verwaltungssitz des Stadtbezirks Dresden-Nord mit Einwohneramt und Polizeimeldestelle. Die Feuerwehr zog jedoch in den 1950er Jahren aus dem Gebäude aus.
Von 1990 bis 1994 wurde das Pieschener Rathaus grundhaft saniert. Das Gebäude stellte zu diesem Zeitpunkt bereits eine Gefahr für den Verkehr und Passanten dar, da sich Sandsteinelemente und das Schiefer der Dachdeckung zum Teil bedrohlich gelockert hatten. Am 24. Februar 1994 wurden die Sanierungsarbeiten mit dem Aufsetzen der rekonstruierten Turmspitze beendet. Das Rathaus wird als Stadtbezirksamt Pieschen und Bürgerbüro der Landeshauptstadt Dresden genutzt, das Hintergebäude wurde zu Beginn des neuen Jahrtausends zur Zweigstelle der Stadtbibliothek ausgebaut.

## Beschreibung

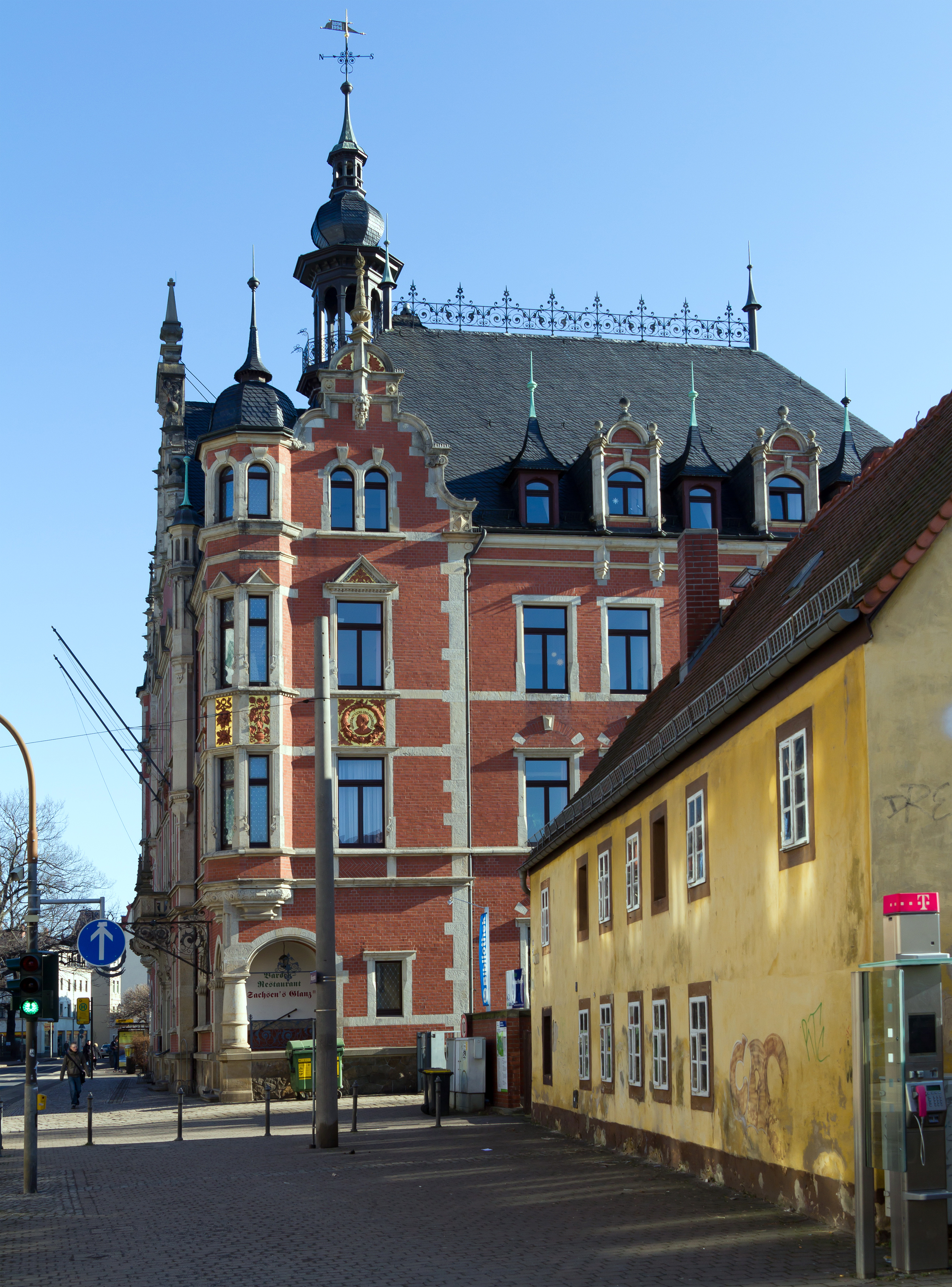
Seitenansicht

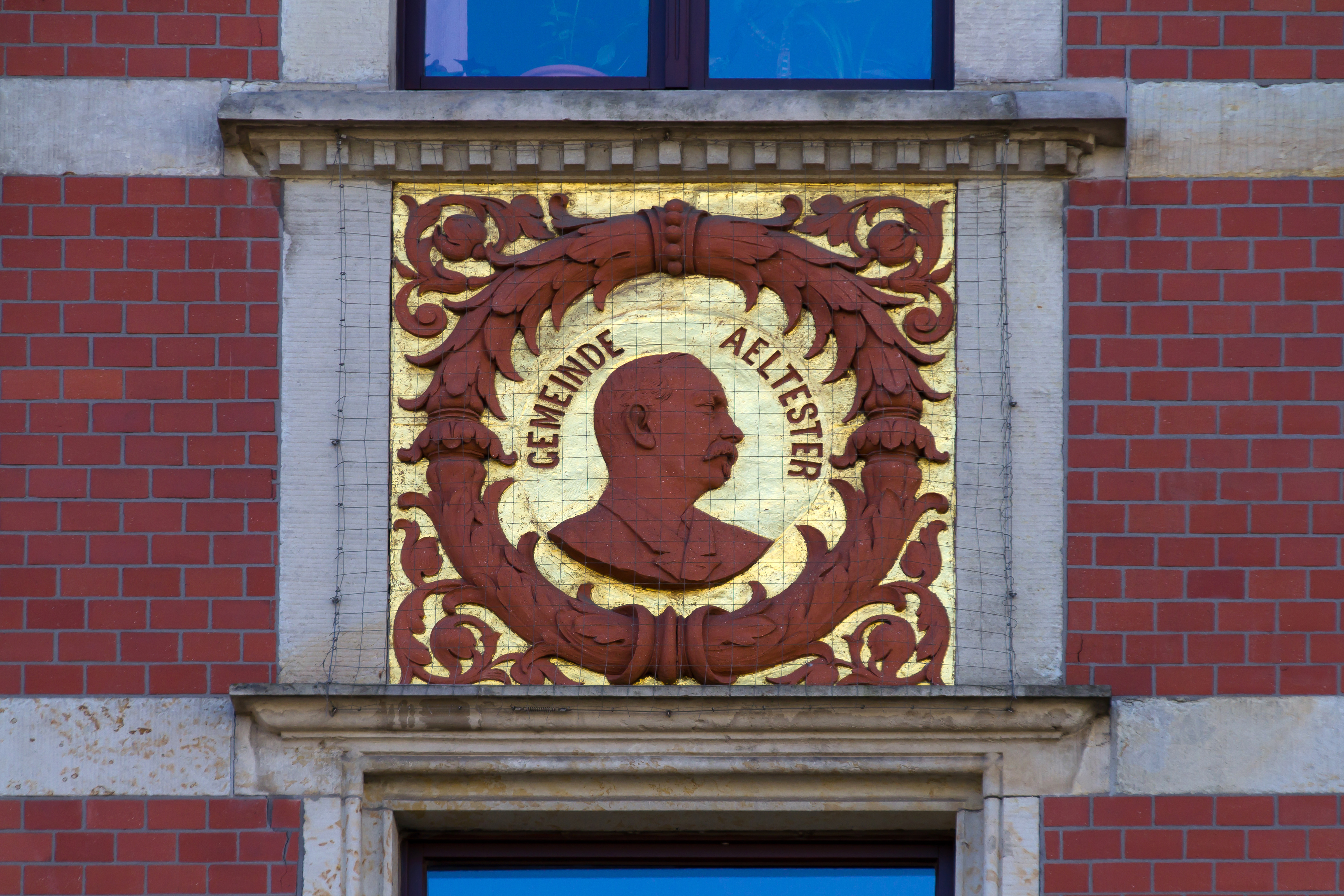
Terrakotte mit dem Bildnis des Gemeindeältesten

Das dreigeschossige Gebäude besteht aus zwei rechtwinklig zueinander angeordneten Flügeln, wobei die der Bürgerstraße zugewandte Hauptschauseite den Eindruck eines symmetrisch angelegten einflügeligen Gebäudes mit einem dreiachsigen Mittelrisaliten erweckt. Diese nur leicht nach vorn versetzten drei mittleren Achsen werden von einem hohen Neorenaissance-Zwerchgiebel gekrönt, dessen First auf einer Höhe liegt mit dem gittergeschmückten First des steilen Walmdaches, das in der Mitte des Hauptflügels zudem von einem hohen Reiter überragt wird. In der Mitte des Risaliten befindet sich das prunkvolle Portal unter einem im ersten Obergeschoss befindlichen Balkon. Die beiden Gebäudeecken an der Bürgerstraße sind erkerartig ausgebaut, unter den Erkern befindet sich jeweils ein weiterer Eingang. Der zweite Flügel des Baus befindet sich an seiner Westseite und verleiht dem Gebäude auch von der Rehefelder Straße aus kommend den Eindruck monumentaler Geschlossenheit.
Das in Backsteinmauerwerk ausgeführte Gebäude ist mit Laubaner Verblendsteinen rot verkleidet. Die Fenster- und Türgewände sowie die Gesimse sind in Elbsandstein ausgeführt. In den Fensterbrüstungsfüllungen der Erker und der Straßenseite des zweiten Stocks sind Terrakotten angebracht. Einer der Architekten schrieb dazu im Centralblatt der Bauverwaltung:

„Bei Anfertigung der Terrakotten bewährte sich außerordentlich das folgende Verfahren: dasselbe Rohmaterial, welches zu den Verblendern Verwendung fand, wurde aus Lauban bezogen und in Dresden durch den Bildhauer Geissler zu den in Rede stehenden Ornamenten verarbeitet. Dann wurden die Füllungen, nachdem sie vorher in Stücken von etwa einem halben Quadratmeter Grösse zerschnitten worden, in der Steingutfabrik von Villeroy u. Boch gebrannt. […] Die Überführung der Ornamente aus der Werkstatt nach der Fabrik von Villeroy u. Boch geschah auf einfachen Tragbahren.“

Diese Terrakotten zeigen neben Inschriften und figürlichem Zierrat die wichtigsten Honoratioren. Eine Tafel in der Eingangsachse listet alle Gemeindevertreter der Erbauungszeit auf.